# William Hall
Pour l’article homonyme, voir William Hall (acteur).
William Hall (28 avril 1829 – 25 août 1904) fut le premier noir, le premier Néo-Écossais et le troisième Canadien à recevoir la croix de Victoria. Au siège de Lucknow (Inde), il a courageusement poursuivi le combat alors que ses compagnons tombaient autour de lui.
Né à Horton's Bluff en Nouvelle-Écosse, il était le fils d'un ancien esclave. À l'âge de 17 ans, il rejoint la marine marchande en tant que marin. Il rejoint ensuite la Royal Navy à Liverpool, Royaume-Uni, en février 1852.
Lors de l'apparition de la révolte des Cipayes en mai 1857, Hall était en route vers la Chine sur le navire HMS Shannon. Le navire fut alors dirigé vers la cité indienne de Calcutta. Une brigade composée de carabiniers, de marins sous les ordres du capitaine William Peel fut créée. Les hommes remontèrent le cours du Gange jusqu'à Allâhâbâd. La force batailla alors à travers le pays jusqu'au quartier général de Sir Colin Campbell situé à Kanpur.
Le 16 novembre 1857 à Lucknow, les canons du navire furent amenés près de la résidence du Chah Nujeff pour faire une brèche dans les murs de fortification. La résidence était en effet la place forte des mutins. William Hall et le lieutenant Thomas James Young furent les seules personnes indemnes d'une attaque visant à détruire au canon l'enceinte de la fortification. Le capitaine William Peel proposa les deux hommes pour la Victoria Cross. Hall fut décoré de la médaille en 1859.
Hall resta dans la Navy et fut promu Maître de Timonerie sur le HMS Peterel avant de se retirer du service en 1876.
William Hall décéda en 1904 à Avonport en Nouvelle-Écosse. Il fut enterré sans honneur militaire sous une tombe non marquée. Une campagne de reconnaissance débuta en 1937 et en 1945 ses restes furent déplacés à l'église baptiste de Hantsport où un monument fut érigé en son honneur. En 1967, ses médailles furent exposées au Canada lors de l'Expo 67 avant d'être transférées au Nova Scotia Museum.